# Łukasz (film)
Łukasz – polski film obyczajowy z 1974 roku w reżyserii Anette Olsen. Ekranizacja powieści Krystyny Siesickiej o tym samym tytule.
Film był kręcony m.in. w Celestynowie i Warszawie (III LO im. gen. Sowińskiego).

## Fabuła
Film porusza problematykę dorastającej młodzieży. Bohater - Łukasz, poważny młody człowiek, na skutek swojej bezkompromisowości popada w konflikty ze swoim otoczeniem.

## Obsada
- Krzysztof Janczar − Łukasz Kamiński
- Maciej Rayzacher − wychowawca klasy Łukasza
- Stanisław Brudny − nauczyciel
- Henryk Machalica − Kamiński, ojciec Łukasza
- Anna Ciepielewska − Kamińska, matka Łukasza
- Krzysztof Kowalewski − nauczyciel
- Irena Kownas − kierowniczka sklepu
- Sławomir Lindner − major, dziadek Łukasza
- Kazimierz Meres − nauczyciel
- Zofia Merle − ciotka Heleny i Stefanka
- Janusz Zakrzeński − dyrektor szkoły (nie występuje w napisach)